# Райнхард III фон Лайнинген-Вестербург
Райнхард III фон Лайнинген-Вестербург (на немски: Reinhard III von Leiningen-Westerburg; * 24 октомври 1574; † 14 октомври 1655) е граф на Лайнинген-Вестербург.
Той е вторият син на граф Георг I фон Лайнинген-Вестербург (1533 – 1586) и съпругата му Маргарета фон Изенбург-Бирщайн (1542 – 1613), вдовица на граф Балтазар фон Насау-Висбаден-Идщайн (1520 – 1568), дъщеря на граф Райнхард фон Изенбург-Бюдинген-Бирщайн и Елизабет фон Валдек-Вилдунген. По-малък полубрат по майчина линия е на граф Йохан Лудвиг I фон Насау-Висбаден (1567 – 1596). Брат е на граф Филип Якоб (1572 – 1612) и на граф Христоф (1575 – 1635).

## Фамилия
Райнхард III се жени на 1 януари 1615 г. в Лих за графиня Анна фон Золмс-Лих (* 2 ноември 1575 в Хоензолмс; † 1634), дъщеря на граф Ернст I фон Золмс-Лих и графиня Маргарета фон Золмс-Браунфелс (1541 – 1594). Те имат децата:
- Юлиана (1616 – 1657), омъжена I. за граф Филип Лудвиг фон Лайнинген-Вестербург (1617 – 1637), II. за граф Фридрих III фон Вид (1618 – 1698)
- Маргарета Сабина (1618 – 1618)
- Мориц Ернст (1619 – 1635)